# عشق گذشته (فیلم)
عشق گذشته (به تامیلی: Sillunu Oru Kaadhal) و نسیم عشق (به انگلیسی: A Breezy Love) فیلمی هندی محصول سال ۲۰۰۶ و به کارگردانی کریشنا است. در این فیلم بازیگرانی همچون سوریا، جیوتیکا، بومیکا چاولا، شریا شامرا، سانتانام، تامبی رامایاش، آنتونی و آر.دی. راجاسکار ایفای نقش کرده‌اند.